# 안학궁
안학궁(安鶴宮)은 고구려의 궁이며, 장수왕이 국내성에서 평양으로 천도한 장수왕 15년(427년)에 건립되었다. 현재는 궁의 터만 남아있고, 평원왕이 평원왕 9년, 서기 567년에 장안성으로 천도할 때까지 고구려의 왕궁으로 사용되었다. 궁의 북쪽에는 대성산이 있으며, 남쪽으로는 대동강이 흐른다. 

## 역사
고구려 동천왕 21년(247) 봄 2월에 환도성이 난리를 겪게 되어 평양성(平壤城)을 쌓고 백성과 종묘사직을 옮겼고, 고국원왕 12년(342) 2월에 환도성을 수리하고, 또 국내성을 쌓았으며, 가을 8월에 환도성으로 옮겼다. 그 후 장수왕(長壽王) 15년(427)에 도읍을 평양으로 옮기고, 양원왕(陽原王) 8년(552) 장안성(長安城)을 쌓았으며, 평원왕(平原王) 28년(586) 도읍을 장안성으로 옮겼다.
동천왕 때부터 고국원왕 때까지 평양성에 영조된 궁궐의 모습은 알 수 없다. 다만 봉상왕(烽上王) 7년(298) 10월 왕이 궁실을 증축하니 자못 화려하고 사치스러워 백성이 주리고 피곤하므로 신하들이 간언하였으나 듣지 않았다는 《삼국사기》의 기록이 전한다. 평양성은 동천왕 21년(247) 봄 2월에 쌓고, 백성과 종묘사직을 옮겨, 고국원왕 12년(342) 2월에 환도성을 수리하고, 또 국내성을 쌓고, 8월 환도성으로 도읍을 옮길 때까지 도성으로 사용하였다. 그 후 장수왕(長壽王) 15년(427)에 다시 도읍을 평양으로 옮기고, 양원왕(陽原王) 8년(552) 장안성(長安城)을 쌓고, 평원왕(平原王) 28년(586) 도읍을 장안성으로 옮길 때까지 사용한 대성산성, 고방산성 등을 포괄하는 초기 도성이다.
5세기 초엽 건립하였던 안학궁성이 있었는데, 그 북쪽에는 대성산성(大城山城)을 쌓고, 동쪽에 고방산성, 서쪽에 토성들을 쌓아 안학궁성(安鶴宮城)을 중심으로 하여 도시영역을 이루고 있었다. 

## 복원
안학궁으로 추정되는 복원도가 있지만 실제와 달라서 복원을 하려면 쉽지 않다. 남북통일이 되고 나서 연구를 해야 복원할 가능성이 있다.

## 같이 보기
- 고구려
- 장수왕
- 국내성
- 장안성
- 대성산성